# Lekkoatletyka na Letnich Igrzyskach Olimpijskich 2016 – bieg na 110 m przez płotki mężczyzn
Bieg na 110 metrów przez płotki mężczyzn – jedna z konkurencji lekkoatletycznych rozgrywanych podczas XXXI Igrzysk Olimpijskich w Rio de Janeiro. Zmagania odbyły się pomiędzy 15–16 sierpnia na Stadionie Olimpijskim.
Obrońca tytułu mistrzowskiego z Londynu Aries Merritt nie wystąpił w zawodach. Jedyny Polak w stawce, Damian Czykier odpadł w półfinale.
W zawodach wzięło udział 41 zawodników z 27 państw.

## Terminarz
Opracowano na podstawie materiału źródłowego.

Wszystkie godziny podane są w czasie brazylijskim (UTC-03:00) oraz polskim (CEST).
| Data             | Godzina rozpoczęcia | Godzina rozpoczęcia |            |
| Data             | UTC-03:00           | CEST                |            |
| ---------------- | ------------------- | ------------------- | ---------- |
| 15 sierpnia 2016 | 20:40               | 01:40               | Eliminacje |
| 16 sierpnia 2016 | 20:40               | 01:40               | Półfinały  |
| 16 sierpnia 2016 | 22:45               | 03:45               | Finał      |

## Statystyka

### Rekordy
W poniższej tabeli przedstawiono rekord świata i olimpijski, rekordy poszczególnych kontynentów oraz najlepszy rezultat na świecie w 2016 roku.
|                                                      | Zawodnik         | Wynik | Miejsce     | Data                      |
| ---------------------------------------------------- | ---------------- | ----- | ----------- | ------------------------- |
| Rekord świata                                        | Aries Merritt    | 12,80 | Bruksela    | 7 września 2012(dts)      |
| Rekord olimpijski                                    | Liu Xiang        | 12,91 | Ateny       | 27 sierpnia 2004(dts)     |
| Rekord Afryki                                        | Lehann Fourie    | 13,24 | Bruksela    | 7 września 2012(dts)      |
| Rekord Ameryki Południowej                           | Paulo Villar     | 13,27 | Guadalajara | 28 października 2011(dts) |
| Rekord Ameryki Północnej                             | Aries Merritt    | 12,80 | Bruksela    | 7 września 2012(dts)      |
| Rekord Australii i Oceanii                           | Kyle Vander Kuyp | 13,29 | Göteborg    | 11 sierpnia 1985(dts)     |
| Rekord Azji                                          | Liu Xiang        | 12,88 | Lozanna     | 11 lipca 2006(dts)        |
| Rekord Europy                                        | Colin Jackson    | 12,91 | Stuttgart   | 20 sierpnia 1993(dts)     |
| Najlepszy wynik na listach światowych w sezonie 2016 | Omar McLeod      | 12,98 | Szanghaj    | 14 maja 2016(dts)         |

### Najlepsze wyniki na świecie
Poniższa tabela przedstawia 10 najlepszych rezultatów na świecie w sezonie 2016 tuż przed rozpoczęciem zawodów.
| Poz. | Zawodnik                | Reprezentacja     | Wynik | Data       | Miejsce   |
| ---- | ----------------------- | ----------------- | ----- | ---------- | --------- |
| 1.   | Omar McLeod             | Jamajka           | 12,98 | 14 maja    | Szanghaj  |
| 2.   | Devon Allen             | Stany Zjednoczone | 13,03 | 9 lipca    | Eugene    |
| 3.   | Orlando Ortega          | Hiszpania         | 13,04 | 15 lipca   | Monako    |
| 4.   | David Oliver            | Stany Zjednoczone | 13,09 | 11 czerwca | Kingston  |
| 5.   | Hansle Parchment        | Jamajka           | 13,10 | 6 maja     | Doha      |
| 6.   | Dimitri Bascou          | Francja           | 13,12 | 15 lipca   | Monako    |
| 7.   | Pascal Martinot-Lagarde | Francja           | 13,17 | 15 lipca   | Monako    |
| 8.   | Ronnie Ash              | Stany Zjednoczone | 13,18 | 11 czerwca | Montverde |
| 9.   | Andrew Pozzi            | Wielka Brytania   | 13,19 | 23 lipca   | Londyn    |
| 10.  | Deuce Carter            | Jamajka           | 13,20 | 11 czerwca | Kingston  |

Pogrubioną czcionką oznaczono zawodników, którzy wystartowali w zawodach.

## Wyniki
Opracowano na podstawie materiału źródłowego.

### Eliminacje
Awans: Czterech najszybszych zawodników z każdego biegu (Q) oraz czterech z najlepszymi czasami wśród przegranych (q).

#### Bieg 1.
| Pozycja | Tor | Zawodnik       | Reprezentacja     | Czas            | Uwagi  |
| ------- | --- | -------------- | ----------------- | --------------- | ------ |
| 1.      | 2   | Omar McLeod    | Jamajka           | 13,27           | Q      |
| 2.      | 7   | Jeff Porter    | Stany Zjednoczone | 13.50           | Q      |
| 3.      | 9   | Jeffrey Julmis | Haiti             | 13.66           | Q      |
| 4.      | 8   | Antwon Hicks   | Nigeria           | 13.70           | Q      |
| 5.      | 4   | Yeison Rivas   | Kolumbia          | 13.84           |        |
| 6.      | 6   | Wataru Yazawa  | Japonia           | 13.89           |        |
| 7.      | 3   | Kamé Ali       | Madagaskar        | 14.89           | SB     |
| –       | 5   | Alexander John | Niemcy            | DSQ             | R168.7 |
|         |     |                |                   | Wiatr: +0,1 m/s |        |

#### Bieg 2.
| Pozycja | Tor | Zawodnik         | Reprezentacja | Czas            | Uwagi  |
| ------- | --- | ---------------- | ------------- | --------------- | ------ |
| 1.      | 8   | Orlando Ortega   | Hiszpania     | 13,32           | Q      |
| 2.      | 3   | Balázs Baji      | Węgry         | 13,52           | Q      |
| 3.      | 5   | Milan Trajković  | Cypr          | 13,59           | Q      |
| 4.      | 2   | Johnathan Cabral | Kanada        | 13,63           | Q      |
| 5.      | 9   | Jhoanis Portilla | Kuba          | 13,81           |        |
| 6.      | 6   | Matthias Buhler  | Niemcy        | 13,82           |        |
| 7.      | 4   | Xaysa Anousone   | Laos          | 14,40           |        |
| –       | 7   | Deuce Carter     | Jamajka       | DSQ             | R168.7 |
|         |     |                  |               | Wiatr: +0,4 m/s |        |

#### Bieg 3.
| Pozycja | Tor | Zawodnik               | Reprezentacja                        | Czas            | Uwagi |
| ------- | --- | ---------------------- | ------------------------------------ | --------------- | ----- |
| 1.      | 4   | Dimitri Bascou         | Francja                              | 13,31           | Q     |
| 2.      | 9   | Andrew Pozzi           | Wielka Brytania                      | 13,50           | Q     |
| 3.      | 6   | Andrew Riley           | Jamajka                              | 13,52           | Q     |
| 4.      | 8   | João Vítor de Oliveira | Brazylia                             | 13,63           | Q,    |
| 5.      | 3   | Antonio Alkana         | Południowa Afryka                    | 13,64           | q     |
| 6.      | 2   | Petr Svoboda           | Czechy                               | 13,65           | q     |
| 7.      | 7   | Mikel Thomas           | Trynidad i Tobago                    | 13,68           |       |
| 8.      | 5   | Eddie Lovett           | Wyspy Dziewicze Stanów Zjednoczonych | 13,77           |       |
|         |     |                        |                                      | Wiatr: +1,4 m/s |       |

#### Bieg 4.
| Pozycja | Tor | Zawodnik               | Reprezentacja     | Czas            | Uwagi  |
| ------- | --- | ---------------------- | ----------------- | --------------- | ------ |
| 1.      | 2   | Konstandinos Duwalidis | Grecja            | 13,41           | Q      |
| 2.      | 9   | Devon Allen            | Stany Zjednoczone | 13,41           | Q      |
| 3.      | 5   | Gregor Traber          | Niemcy            | 13,50           | Q      |
| 4.      | 6   | Yordan L. O’Farrill    | Kuba              | 13,56           | Q      |
| 5.      | 7   | Yidiel Contreras       | Hiszpania         | 13,62           | q      |
| 6.      | 4   | Ronald Forbes          | Kajmany           | 14,67           |        |
| 7.      | 8   | Ahmad Hazer            | Liban             | 15,50           |        |
| –       | 3   | Wilhem Belocian        | Francja           | DSQ             | R162.7 |
|         |     |                        |                   | Wiatr: +0,1 m/s |        |

#### Bieg 5.
| Pozycja | Tor | Zawodnik                | Reprezentacja     | Czas            | Uwagi |
| ------- | --- | ----------------------- | ----------------- | --------------- | ----- |
| 1.      | 9   | Ronnie Ash              | Stany Zjednoczone | 13,31           | Q     |
| 2.      | 3   | Pascal Martinot-Lagarde | Francja           | 13,36           | Q     |
| 3.      | 5   | Lawrence Clarke         | Wielka Brytania   | 13,55           | Q     |
| 4.      | 8   | Éder Antônio Souza      | Brazylia          | 13,61           | Q,    |
| 5.      | 2   | Damian Czykier          | Polska            | 13,63           | q     |
| 6.      | 7   | Milan Ristić            | Serbia            | 13,66           |       |
| 7.      | 4   | Xie Wenjun              | Chiny             | 13,69           |       |
| 8.      | 6   | Sekou Kaba              | Kanada            | 13,70           |       |
|         |     |                         |                   | Wiatr: −0,2 m/s |       |

#### Bieg 6. repesażowy
| Pozycja | Tor | Zawodnik         | Reprezentacja | Czas            | Uwagi  |
| ------- | --- | ---------------- | ------------- | --------------- | ------ |
| 1.      | 9   | Deuce Carter     | Jamajka       | 13,51           | q      |
| 2.      | 4   | Yeison Rivas     | Kolumbia      | 13,87           |        |
| 3.      | 6   | Wataru Yazawa    | Japonia       | 13,88           |        |
| 4.      | 8   | Matthias Buhler  | Niemcy        | 13,90           |        |
| 5.      | 2   | Alexander John   | Niemcy        | 14,13           |        |
| –       | 7   | Jhoanis Portilla | Kuba          | DSQ             | R168.7 |
| –       | 3   | Kamé Ali         | Madagaskar    | DNS             |        |
| –       | 5   | Xaysa Anousone   | Laos          | DNS             |        |
|         |     |                  |               | Wiatr: −0,1 m/s |        |

### Półfinały
Awans: Dwóch najszybszych zawodników z każdego biegu (Q) oraz dwóch z najlepszymi czasami wśród przegranych (q).

#### Bieg 1.
| Pozycja | Tor | Zawodnik            | Reprezentacja     | Czas            | Uwagi  |
| ------- | --- | ------------------- | ----------------- | --------------- | ------ |
| 1.      | 7   | Orlando Ortega      | Hiszpania         | 13,32           | Q      |
| 2.      | 5   | Ronnie Ash          | Stany Zjednoczone | 13,36           | Q      |
| 3.      | 2   | Damian Czykier      | Polska            | 13,50           |        |
| 4.      | 6   | Balázs Baji         | Węgry             | 13,52           |        |
| 5.      | 4   | Andrew Pozzi        | Wielka Brytania   | 13,67           |        |
| 6.      | 3   | Deuce Carter        | Jamajka           | 13,69           |        |
| 7.      | 8   | Yordan L. O’Farrill | Kuba              | 13,70           |        |
| –       | 9   | Jeffrey Julmis      | Haiti             | DSQ             | R168.7 |
|         |     |                     |                   | Wiatr: +0,5 m/s |        |

#### Bieg 2.
| Pozycja | Tor | Zawodnik                | Reprezentacja     | Czas            | Uwagi |
| ------- | --- | ----------------------- | ----------------- | --------------- | ----- |
| 1.      | 7   | Omar McLeod             | Jamajka           | 13,15           | Q     |
| 2.      | 5   | Pascal Martinot-Lagarde | Francja           | 13,25           | Q     |
| 3.      | 6   | Devon Allen             | Stany Zjednoczone | 13,36           | q     |
| 4.      | 9   | Johnathan Cabral        | Kanada            | 13,41           | q     |
| 5.      | 4   | Gregor Traber           | Niemcy            | 13,43           |       |
| 6.      | 8   | Lawrence Clarke         | Wielka Brytania   | 13,46           |       |
| 7.      | 2   | Antonio Alkana          | Południowa Afryka | 13,55           |       |
| 8.      | 1   | Petr Svoboda            | Czechy            | 13,67           |       |
| 9.      | 3   | João Vítor de Oliveira  | Brazylia          | 13,85           |       |
|         |     |                         |                   | Wiatr: −0,1 m/s |       |

#### Bieg 3.
| Pozycja | Tor | Zawodnik               | Reprezentacja     | Czas            | Uwagi  |
| ------- | --- | ---------------------- | ----------------- | --------------- | ------ |
| 1.      | 5   | Dimitri Bascou         | Francja           | 13,23           | Q      |
| 2.      | 8   | Milan Trajković        | Cypr              | 13,31           | Q      |
| 3.      | 4   | Jeff Porter            | Stany Zjednoczone | 13,45           |        |
| 4.      | 6   | Andrew Riley           | Jamajka           | 13,46           |        |
| 5.      | 7   | Konstandinos Duwalidis | Grecja            | 13,47           |        |
| 6.      | 3   | Yidiel Contreras       | Hiszpania         | 13,54           |        |
| 7.      | 2   | Antwon Hicks           | Nigeria           | 14,26           |        |
| –       | 9   | Éder Antônio Souza     | Brazylia          | DSQ             | R168.7 |
|         |     |                        |                   | Wiatr: +0,3 m/s |        |

### Finał
| Pozycja | Tor | Zawodnik                | Reprezentacja     | Czas            | Uwagi  |
| ------- | --- | ----------------------- | ----------------- | --------------- | ------ |
| 01 !    | 5   | Omar McLeod             | Jamajka           | 13,05           |        |
| 02 !    | 7   | Orlando Ortega          | Hiszpania         | 13,17           |        |
| 03 !    | 6   | Dimitri Bascou          | Francja           | 13,24           |        |
| 4.      | 4   | Pascal Martinot-Lagarde | Francja           | 13,29           |        |
| 5.      | 3   | Devon Allen             | Stany Zjednoczone | 13,31           |        |
| 6.      | 2   | Johnathan Cabral        | Kanada            | 13,40           |        |
| 7.      | 8   | Milan Trajković         | Cypr              | 13,41           |        |
| –       | 9   | Ronnie Ash              | Stany Zjednoczone | DSQ             | R168.7 |
|         |     |                         |                   | Wiatr: +0,2 m/s |        |